# 北常财神庙
北常财神庙是一座古建筑，建于清，位于山西省晋中市平遥县段村镇北常村。
1982年10月10日，北常财神庙公布为平遥县文物保护单位。